# Rally Dakar de 1992
El Rally Dakar de 1992, la decimocuarta edición de esta carrera rally raid, se realizó del 24 de diciembre de 1991 al 16 de enero del año siguiente. El trayecto total de esta edición, que se extendió entre Ruan y Ciudad del Cabo, fue de 12 427 km y se disputó por rutas de Francia, Gran Yamahiriya Árabe Libia Popular Socialista (actual (Libia), Níger, Chad, la República Centroafricana, Camerún, Gabón, la República del Congo, Angola, África del Sudoeste (actual Namibia) y Unión Sudafricana (actual Sudáfrica).
Participaron en total 133 coches, 98 motocicletas y 101 camiones, de los cuales llegaron a la final 68, 45 y 56, respectivamente.

## Recorrido
| Etapa | Fecha                   | Origen                           | Destino                          | Total (km) |
| ----- | ----------------------- | -------------------------------- | -------------------------------- | ---------- |
| 1     | 24 de diciembre         | Ruan Francia                     | París Francia                    | 130        |
| 2     | 25 de diciembre         | París Francia                    | Sète Francia                     | 820        |
| 3     | 26 de diciembre         | Misurata Libia                   | Sirte Libia                      | 653        |
| 4     | 27 de diciembre         | Sirte Libia                      | Sabha Libia                      | 375        |
| 5     | 28 de diciembre         | Sabha Libia                      | Waw el Kabir Libia               | 546        |
| 6     | 29 de diciembre         | Waw el Kabir Libia               | Tummu Libia                      | 520        |
| 7     | 30 de diciembre         | Tummu Libia                      | Dirkou Níger                     | 738        |
| 8     | 31 de diciembre         | Dirkou Níger                     | Nguigmi Níger                    | 601        |
| 9     | 1 de enero              | Nguigmi Níger                    | Yamena Chad                      | 438        |
| 10    | 2 de enero              | Yamena Chad                      | Sarh Chad                        | 695        |
| 11    | 3 de enero              | Sarh Chad                        | Bouar República Centroafricana   | 663        |
| 12    | 4 de enero              | Bouar República Centroafricana   | Yaundé Camerún                   | 660        |
| 13    | 5 de enero              | Yaundé Camerún                   | Oyem Gabón                       | 400        |
| 14    | 6 de enero              | Oyem Gabón                       | Franceville Gabón                | 793        |
| 15    | 7 de enero              | Franceville Gabón                | Pointe-Noire República del Congo | 677        |
|       | 8 de enero - 9 de enero | Días de descanso                 |                                  |            |
| 16    | 10 de enero             | Lobito Angola                    | Namibe Angola                    | 500        |
| 17    | 11 de enero             | Namibe Angola                    | Ruacana África del Sudoeste      | 517        |
| 18    | 12 de enero             | Ruacana África del Sudoeste      | Grootfontein África del Sudoeste | 600        |
| 19    | 13 de enero             | Grootfontein África del Sudoeste | Gobabis África del Sudoeste      | 450        |
| 20    | 14 de enero             | Gobabis África del Sudoeste      | Keetmanshoop África del Sudoeste | 600        |
| 21    | 15 de enero             | Keetmanshoop África del Sudoeste | Springbok Sudáfrica              | 450        |
| 22    | 16 de enero             | Springbok Sudáfrica              | Ciudad del Cabo Sudáfrica        | 611        |

## Vencedores por etapas
| Etapa           | Motocicletas         | Coches            |
| --------------- | -------------------- | ----------------- |
| 1               | Heinz Kinigadner     | Erwin Weber       |
| 2               | Enlace               | Enlace            |
| 3               | Stéphane Peterhansel | Hubert Auriol     |
| 4               | Alessandro De Petri  | Björn Waldegård   |
| 5               | Jordi Arcarons       | Ari Vatanen       |
| 6               | Stephane Peterhansel | Hubert Auriol     |
| 7               | Edi Orioli           | Hubert Auriol     |
| 8               | Thierry Magnaldi     | Erwin Weber       |
| 9               | Danny LaPorte        | Kenjiro Shinozuka |
| 10              | Cancelado            | Cancelado         |
| 11              | Laurent Charbonnel   | Ari Vatanen       |
| 12              | Edi Orioli           | Ari Vatanen       |
| 13              | Stephane Peterhansel | Ari Vatanen       |
| 14              | Laurent Charbonnel   | Pierre Lartigue   |
| 15              | Stephane Peterhansel | Bruno Saby        |
| Día de Descanso |                      |                   |
| 16              | Edi Orioli           | Ari Vatanen       |
| 17              | Marc Morales         | Ari Vatanen       |
| 18              | Edi Orioli           | Salvador Servià   |
| 19              | Enlace               | Enlace            |
| 20              | Enlace               | Enlace            |
| 21              | Marc Morales         | Ari Vatanen       |
| Fuente:         |                      |                   |

## Clasificación final

### Coches
| Puesto | Piloto / copiloto               | País            | Marca      |
| ------ | ------------------------------- | --------------- | ---------- |
| 1      | Hubert Auriol / Philippe Monnet | Francia         | Mitsubishi |
| 2      | Erwin Weber / Manfred Hiemer    | Alemania        | Mitsubishi |
| 3      | Kenjiro Shinozuka / Henri Magne | Japón / Francia | Mitsubishi |

### Motos
| Puesto | Nombre               | País           | Marca  |
| ------ | -------------------- | -------------- | ------ |
| 1      | Stéphane Peterhansel | Francia        | Yamaha |
| 2      | Danny LaPorte        | Estados Unidos | Cagiva |
| 3      | Jordi Arcarons       | España         | Cagiva |

### Camiones
| Puesto | Nombre                                                | País               | Marca   |
| ------ | ----------------------------------------------------- | ------------------ | ------- |
| 1      | Francesco Perlini / Giorgio Albiero / Claudio Vinante | Italia             | Perlini |
| 2      | Jacques Houssat / Thierry de Saulieu / Danilo Bottaro | Francia / · Italia | Perlini |
| 3      | Karel Loprais / Josef Kalina / Radomír Stachura       | Checoslovaquia     | Tatra   |